# 休·W·哈德里號驅逐艦
休·W·哈德里號驅逐艦 (DD-774)是一艘於二戰期間建成的艾倫·M·桑拿級驅逐艦。因其在沖繩戰役中擔任防空警戒艦，面臨大批日軍飛機猛攻下仍舊擊落23架敵機，遭受重創仍生還的功績，而獲得了總統單位表彰。在修復途中因戰爭結束，而直接除役報廢。

## 命名由來
1942年9月5日，美國海軍利德號驅逐艦在運輸物資後，於薩沃島外遭日本帝國海軍艦隊發現，與姊妹艦格列高利號同遭擊沉。本艦以在利德號上殉職的艦長休·威廉·哈德里命名。

## 服役歷史
休·W·哈德里號於1945年2月21日服役。
沖繩戰役期間，日軍發動大規模的特攻（菊水作戰）。1945年5月10日，休·W·哈德里號與僚艦埃文斯號，被指定到沖繩以西的第 15 號雷達站點。5月11日上午，兩艦遭遇猛烈空襲，日軍派出大約150架飛機襲擊。上午9點，埃文斯號受損過重後撤，留下休·W·哈德里號獨自戰鬥。9點20分，她同時遭到10架飛機從三個方向的夾擊，仍就將10架敵機全部擊落。這次襲擊讓休·W·哈德里號被1枚炸彈、2架特攻機、1架櫻花擊中，28名船員陣亡，67人受傷。不過同時也擊落23架敵機。儘管受損很嚴重，在損害控制小組努力下，最終平安回到了伊江島的基地。
在經過應急維修後，休·W·哈德里號於9月26日回到加州。因為受損過重加上此時戰爭已結束，於1945年12月15日退役，1947年9月2日出售拆毀。

## 外部連結
USS Hugh W. Hadley Memorial website （页面存档备份，存于）
navsource.org: USS Hugh W. Hadley （页面存档备份，存于）